# Джиммі Маккормік
Джиммі Маккормік (англ. Jimmy McCormick, 26 вересня 1912, Ротергем — 4 січня 1968, Марбелья) — англійський футболіст, що грав на позиції півзахисника. По завершенні ігрової кар'єри — тренер.

## Ігрова кар'єра
У дорослому футболі дебютував виступами за команду «Ротергем Юнайтед», взявши участь у 19 матчах чемпіонату. Згодом грав у складі команд «Скарборо» та «Честерфілд».
Своєю грою за останню команду привернув увагу представників тренерського штабу клубу «Тоттенгем Готспур», до складу якого приєднався 1933 року. Відіграв за лондонський клуб наступні тринадцять сезонів своєї ігрової кар'єри (2 сезони у верхньому дивізіоні та решта у другому дивізіоні).
1946 року Маккормік приєднався до «Фулгема», але через травми зіграв лише 9 матчів та забив 2 голи у Другому дивізіоні 1946/47, після чого грав за нижчолігові «Лінкольн Сіті» та «Крістал Пелес».
Завершив ігрову кар'єру у мальтійській команді «Сліма Вондерерс», за яку виступав протягом 1949—1950 років. Коронна колонія Мальта на той час входила до складу Великої Британії, але мала свій окремий чемпіонат.

## Кар'єра тренера
Розпочав тренерську кар'єру відразу ж по завершенні кар'єри гравця, 1950 року, очоливши тренерський штаб збірної Туреччини. Маккормік на її чолі провів два матчі, у першій грі переміг Ізраїль (3:2), а у другій грі програв Швеції (1:3), після чого пішов з посади.
1951 року Маккормік недовго був головним тренером «Фенербахче», після чого того ж року повернувся на батьківщину, де очолив «Вікем Вондерерз».
Останнім місцем тренерської роботи був клуб «Йорк Сіті», головним тренером команди якого Джиммі Маккормік був з 1953 по 1954 рік.
Помер 4 січня 1968 року на 56-му році життя у місті Марбелья.